# Max Surban

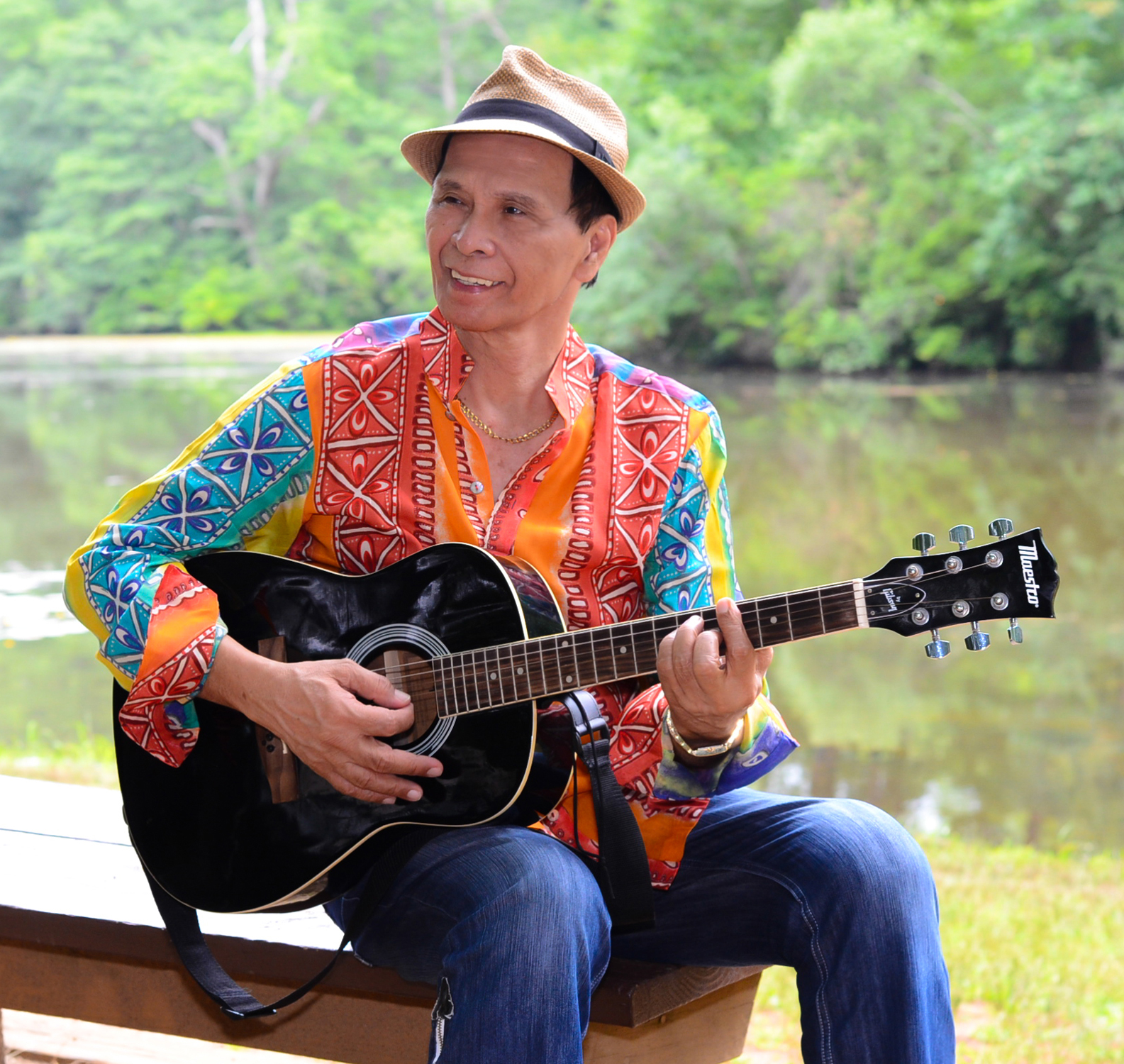
Max Surban

Máximo Surban, conocido artísticamente como Max Surban es un cantante y compositor filipino, nacido el 21 de mayo de 1939 en Cebú. También es conocido como el "Rey de la Canción Visaya". Se ha convertido en un famoso por su canto de los llamados novedad canciones que suelen tener letras humorísticas y puede o no ser observadio en la música original. En varias ocasiones, tanto Yoyoy Villame y Max Surban, han aparecido juntos en el escenario e incluso para participar a duo juntos en algunos álbumes. Es conocido principalmente por su novedad el canto de canciones, también ha cantado baladas románticas. 

## Discografía

### Álbumes
- Karambola
- Max Surban Medley Reexpedición
- Conductor
- Ang Harana ni Max Surban
- Lo mejor de Yoyoy Villame y Max Surban
- Magparetoki
- Nabali esp Krismas Tri
- Dobol Trobol (con Yoyoy Villame)
- Dobol Trobol paseo Volumen 2 (con Yoyoy Villame)
- Salón de baile a los Max
- La Isla de banano
- Mad Max
- Apir Apir

### Síngles
- Gihidlaw na Intawon Ako (Mitulo Na)
- Ang Manok ni San Pedro - the story in the song became the basis for the Philippine 80s sitcom *Ang Manok ni San Pedro Ang Manok ni San Pedro - la historia de la canción se convirtió en la *base de la comedia de Filipinas 80 Ang Manok ni San Pedro
- Bibingka ug Budbod
- Vendedores Boogie
- Baleleng
- Pag-utlan (Harana ni Max)
- Kuradang
- Maniniyot (Fotógrafo)
- Bulan (Harana ni Max)
- Dolor
- Ang Gugmang Gibati Ko (Harana ni Max)
- Matud Nila (Harana ni Max)
- Agoy Kalami
- Kontis sa hambog
- Turagsoy
- Opaw
- Diskoral
- Krismas Tri
- Sa Karnibal pista
- Apir
- El Sr. y la Sra.
- Kanyang loves Joe Joe ama Kanyang
- Pakasal sa Diwalwal
- Angherita
- Gon i Shansi
- Adis Adis
- Mirada sucia
- Albularyong Buta
- Barkong Karaan